# Обухово (Устюженский район)
Обухово — деревня в Устюженском районе Вологодской области.
Входит в состав Устюженского сельского поселения, с точки зрения административно-территориального деления — в Устюженский сельсовет.
Расстояние по автодороге до районного центра Устюжны — 9 км. Ближайшие населённые пункты — Кормовесово, Скоблево, Шустово.
Население по данным переписи 2002 года — 15 человек.